# Nouvelle Revue d'ethnopsychiatrie

La Nouvelle Revue d’ethnopsychiatrie était une revue scientifique de psychologie et de sciences humaines, éditée par La Pensée sauvage de 1983 à 1999.
Revue dirigée par Tobie Nathan, dans la suite d'Ethnopsychiatrica, elle se voulait un lieu de dialogue et de confrontations entre les différentes disciplines concernées par l'ethnopsychiatrie. De 1983 à 1999 ont été publiés 32 numéros dont 4 numéros doubles (numérotés de 1 à 36).

## L'ensemble des sommaires
disponibles sur le site du Centre Georges Devereux